# Léopold Kielholz
Léopold Kielholz, dit Poldi, est un footballeur suisse né le 9 juin 1911 et mort le 4 juin 1980. Il a également été entraîneur-assistant en équipe de Suisse de 1951 à 1953.

## Biographie
International suisse, il a participé à deux Coupes du monde : en 1934, il marque 3 fois dont le premier but suisse de l'histoire de cette compétition.
Deux fois champion de Suisse avec le Servette de Genève, il part ensuite au FC Berne comme entraîneur-joueur. Son passage au Stade de Reims  en 1936 est un échec et ne dure que trois mois. Kielholz retourne au Servette de Genève, puis au FC Saint-Gall. Il termine sa carrière au Young Fellows Zürich en 1943.

## Carrière de joueur
- 1927-1928 : BSC Old Boys
- 1928-1930 : FC Black Stars Bâle
- 1930-1932 : FC Bâle
- 1932-1935 : Servette Genève
- 1935-1936 : FC Berne (entraîneur-joueur)
- 1936-1937 : Stade de Reims  (entraîneur-joueur) (en Division 2)
- 1936-1937 : Servette Genève
- 1937-1938 : FC Saint-Gall
- 1938-1943 : SC YF Juventus

## Palmarès
- International suisse de 1933 à 1938 (17 sélections et 12 buts)
- Participation à la Coupe du monde 1934 et 1938
- Champion de Suisse 1933 et 1934 (avec le Servette FC)
- Meilleur buteur du Championnat de Suisse 1934 (40 buts)